# Шевченко Перше
Шевче́нко Пе́рше — село Гродівської селищної громади Покровського району Донецької області, Україна. У селі мешкає 44 людини.

## Географія
Відстань до райцентру становить близько 23 км і проходить автошляхом Н32. Землі Шевченко Першого межують із територією села Коптєве Добропільського району Донецької області.

## Транспорт
До села проходить автошлях місцевого значення С050903 від Н32 — Малинівка — Шевченко Перше (5,3 км).
У селі єдина вулиця Тимірязєва.

## Населення
За даними перепису 2001 року населення села становило 44 особи, з них 72,73 % зазначили рідною мову українську та 27,27 % — російську.